# Tabanus longibasalis
Tabanus longibasalis är en tvåvingeart som beskrevs av Schuurmans Stekhoven 1926. Tabanus longibasalis ingår i släktet Tabanus och familjen bromsar. Inga underarter finns listade i Catalogue of Life.